# Matriz simétrica
Em álgebra linear, uma matriz diz-se simétrica se coincidir com a sua transposta, ou seja, se {\displaystyle A=A^{T}.}

## Propriedades
Seja {\displaystyle A} uma matriz quadrada de ordem {\displaystyle n.} Então:
- Se {\displaystyle A} é simétrica, então para qualquer escalar {\displaystyle k,} a matriz {\displaystyle k.A} também é simétrica
- A matriz {\displaystyle B=A+A^{T}} é simétrica
- A matriz {\displaystyle B=A-A^{T}} é uma matriz antissimétrica
- {\displaystyle A} sempre pode ser decomposta como a soma de uma matriz simétrica {\displaystyle S} com uma matriz antissimétrica {\displaystyle T,} isto é, {\displaystyle A=S+T,} onde:

{\displaystyle S={\frac {1}{2}}\left(A+A^{T}\right)}
{\displaystyle T={\frac {1}{2}}\left(A-A^{T}\right)}
Além disso, deve-se notar que qualquer matriz simétrica:
- É quadrada, isto é, tem tantas linhas quanto colunas;
- Tem todos os valores próprios reais;
- É diagonalizável [2] através de uma matriz ortogonal.

## Exemplos
As matrizes a seguir são exemplos de matrizes simétricas:
- A matriz  {\displaystyle S=S^{T}={\begin{bmatrix}1&5&9\\5&3&8\\9&8&7\\\end{bmatrix}}} é simétrica[3].
- A matriz nula, de qualquer ordem;
- A matriz identidade, de qualquer ordem;
- A matriz {\displaystyle A+A^{T},} para qualquer matriz quadrada A.
- As matrizes {\displaystyle A^{T}\times A} e {\displaystyle A\times A^{T}} são simétricas, para qualquer matriz {\displaystyle A} real {\displaystyle m\times n}. Por exemplo, a matriz {\displaystyle B={\begin{bmatrix}2&0&2\\1&-1&2\\0&3&0\\\end{bmatrix}}} tem como transposta a matriz {\displaystyle B^{T}={\begin{bmatrix}2&1&0\\0&-1&3\\2&2&0\\\end{bmatrix}}}. Nenhuma delas é uma matriz simétrica. Entretanto, o produto dessas duas matrizes, {\displaystyle B\times B^{T}={\begin{bmatrix}8&6&0\\6&4&-3\\0&-3&0\\\end{bmatrix}}}, é uma matriz simétrica[3].